# Gordon Heath
Gordon Heath, född den 20 september 1918 i New York, död den 27 augusti 1991 i Paris, var en amerikansk skådespelare, sångare och underhållare. Han blev bland annat känd för att ha varit berättarrösten i filmen Djuren gör revolt från 1954. Förutom det medverkade han i bland annat Othello, Asterix – gallernas hjälte, The Emperor Jones, Fallet Robbins och Man of Africa. Han var homosexuell och var ihop med filmregissören och skådespelaren Lee Payant.